# Derech Eretz
Derech Eretz (Hebreeuws: דרך ארץ, "De Weg van het Land") is een Israëlische politieke partij.
Derech Eretz is ontstaan in maart 2020 toen Yoaz Hendel en Zvi Hauser de partij Telem verlieten, toen de alliantie Blauw en Wit uit elkaar viel in de fracties van Israël Veerkracht-partij (die de naam Blauw en Wit heeft aangenomen) en Yesh Atid-Telem. Eerstgenoemde maakt, net zoals Derech Eretz, deel uit van het Kabinet-Netanyahu V.
Op 8 december 2020 maakten Yoaz Hendel en Zvi Hauser bekend dat ze deel uit zouden gaan maken van Nieuwe Hoop, de nieuwe partij van Gideon Sa'ar. Nieuwe Hoop haalde zes zetels in de 24e Knesset bij de parlementsverkiezingen van 23 maart 2021. Van Derech Eretz werd Yoaz Hendel herkozen in de 24e Knesset, maar Zvi Hauser niet.
Israëlische politieke partijen in de 25e Knesset
Likoed · Yesh Atid · Partij van Nationale Eenheid (Blauw en Wit / Veerkracht voor Israël · Nieuwe Hoop) · Shas · Religieus-Zionistische Partij · Verenigd Thora-Jodendom (Agudat Yisrael · Degel HaTorah) · Otzma Yehudit · Yisrael Beiteinu · Ra'am · Hadash-Ta'al · Arbeidspartij · Noam
Israëlische politieke partijen buiten de 25e Knesset (vaak voormalige partijen)

Ale Yarok · Balad · Cheroet · Derech Eretz · Gezamenlijke Lijst · Hatnua · Het Joodse Huis · Hetz · Kach · Kadima · Kulanu · Meemad · Meretz · Nationaal-Religieuze Partij · Nieuw Rechts · Shinui · Unie van Rechtse Partijen · Yachad · Yamina · Zionistische Unie